# Théorème de Cauchy-Kowalevski
Pour les articles homonymes, voir Théorème de Cauchy.
Le théorème de Cauchy-Kowalevski est un théorème d'analyse à plusieurs variables stipulant qu'une équation aux dérivées partielles bien posée admet une solution unique pour un ensemble complet de conditions initiales. Ce théorème est dû au mathématicien français Augustin Cauchy pour un cas particulier, et à la mathématicienne russe Sofia Kovalevskaïa (qui, dans les publications dans les revues en allemand ou en français, signait Sophie Kowalevski) pour le cas général. Le théorème de Cauchy-Kowalevski a des différences importantes par rapport au théorème de Cauchy-Lipschitz pour les équations différentielles ordinaires : dans ce dernier, la fonction du second membre est supposée de classe {\displaystyle C^{1}} (ou même localement lipschitzienne) et la solution dépend continûment des conditions initiales ; dans le premier, les fonctions du second membre sont supposées analytiques et il n'existe pas de résultat de dépendance continue par rapport aux conditions initiales. En physique, l'équation de Klein-Gordon, l'équation des ondes et l'équation de Laplace sont des exemples où le théorème de Cauchy-Kowalevski est applicable. Il n'en va pas de même de l'équation de la chaleur ou de l'équation de Schrödinger.

## Théorème général
Dans le cas général on a le résultat suivant :
Théorème — Soit le système d'équations aux dérivées partielles
et les conditions initiales
et notons
Supposons les fonctions {\displaystyle F_{i}} et {\displaystyle \phi _{i,k}} analytiques dans un voisinage du point {\displaystyle \left(t^{0},x_{1}^{0},x_{2}^{0},...,\phi _{j,k_{0},k_{1},...,k_{n}}^{0},...\right)}. Alors il existe un voisinage du point {\displaystyle \left(t^{0},x_{1}^{0},...,x_{n}^{0}\right)} dans lequel le système d'équations aux dérivées partielles considéré admet une solution unique vérifiant les conditions initiales.

## Exemples

### Cas d'application du théorème
Ce théorème s'applique à l'équation de Klein-Gordon (ou à l'équation des ondes qui en est un cas particulier et à l'équation de Laplace qui a la même forme au signe près)
{\displaystyle {\frac {1}{c^{2}}}{\frac {\partial ^{2}u}{\partial t^{2}}}={\frac {\partial ^{2}u}{\partial x^{2}}}+bu}
avec les conditions initiales
{\displaystyle u\left(t^{0},x\right)=\phi _{0}\left(t^{0},x\right),\quad {\frac {\partial u}{\partial t}}\left(t^{0},x\right)=\phi _{1}\left(t^{0},x\right).}
Le théorème de Cauchy-Kowalevski ne précise pas si une équation du type Klein-Gordon se comporte de façon causale. Par exemple, si le champ u est nul sur un intervalle d'intérieur non vide {\displaystyle [-x^{1},x^{1}]} à l'instant {\displaystyle t^{0}}, l'on s'attend à ce que le champ reste nul en 0 jusqu'au temps {\displaystyle t^{0}+x^{1}/c}, ce que le théorème de Cauchy-Kowalevski ne précise pas (ne serait-ce que parce qu'une telle condition initiale serait non analytique et ne saurait être traitée par ce théorème). C'est donc par une autre méthode que l'on établit ce résultat

### Cas où le théorème ne s'applique pas
Le théorème ne s'applique pas à l'équation de la chaleur
{\displaystyle {\frac {\partial u}{\partial t}}=\kappa {\frac {\partial ^{2}u}{\partial x^{2}}}+f\left(t,x\right)}
non plus qu'à l'équation de Schrödinger qui a la même forme à une multiplication près par {\displaystyle {\sqrt {-1}}}.
L'exemple de Lewy montre que le théorème ne s'applique pas pour des fonctions qui ne sont pas analytiques.

## Cas d'équations aux dérivées partielles du premier ordre
Une manière de démontrer le théorème de Cauchy-Kowalevski consiste à se ramener à un système d'équations aux dérivées partielles du premier ordre. Montrons comment procéder dans le cas de l'équation de Klein-Gordon:
Posons {\displaystyle u_{0}=u,u_{1}={\frac {\partial u}{\partial x}},u_{2}={\frac {\partial u}{\partial t}}}. On obtient alors le système d'équations aux dérivées partielles
{\displaystyle \left\{{\begin{array}{c}{\frac {\partial u_{0}}{\partial t}}=u_{2}\\{\frac {\partial u_{1}}{\partial t}}={\frac {\partial u_{2}}{\partial x}}\\{\frac {\partial u_{2}}{\partial t}}={\frac {\partial u_{1}}{\partial x}}+bu_{0}\end{array}}\right.}
et les conditions initiales {\displaystyle u_{0}\left(t^{0},x\right)=\phi _{0}\left(t^{0},x\right),u_{1}\left(t^{0},x\right)={\frac {\partial \phi _{0}}{\partial x}},u_{2}\left(t^{0},x\right)=\phi _{1}\left(t^{0},x\right)}.
On peut encore, si on le souhaite, « simplifier » ces conditions initiales en posant
{\displaystyle v_{1}=u_{0}-\phi _{0},v_{2}=u_{1}-{\frac {\partial \phi _{0}}{\partial x}},v_{3}=u_{2}-\phi _{1}}.
Pour démontrer le théorème de Cauchy-Kowalewski général, il suffit alors d'appliquer le résultat suivant:
Lemme — Soit le système d'équations aux dérivées partielles
et les conditions initiales
Supposons les fonctions {\displaystyle H_{j}} analytiques dans un voisinage  U de 0 dans {\displaystyle \mathbb {R} ^{p+1+rp}}. Il existe alors un voisinage {\displaystyle V_{0}} de 0 dans {\displaystyle \mathbb {R} ^{p+1}} tel que, pour tout voisinage connexe {\displaystyle V\subset V_{0}} de 0, il existe une solution et une seule {\displaystyle \left(v_{1},...,v_{r}\right)} formée de fonctions analytiques 
dans V et telles que {\displaystyle v_{j}\left(x^{1},...,x^{p},0\right)=0\quad \left(1\leq j\leq r\right)} dans {\displaystyle V\cap \mathbb {R} ^{p}}.
L'idée de la démonstration consiste à développer les fonctions {\displaystyle H_{j}} en série entière au voisinage de l'origine et à rechercher les fonctions {\displaystyle v_{i}} sous forme de développements en série entière (« méthode des majorantes »). Les conditions du théorème assurent la convergence de ceux-ci.

### Remarques
(1) Hans Lewy a donné un exemple où, les fonctions {\displaystyle H_{j}} ci-dessus étant toutes {\displaystyle C^{\infty }} et linéaires affines par rapport aux {\displaystyle {\frac {\partial v_{i}}{\partial x^{k}}}}, le système d'équations aux dérivées partielles ci-dessus n'admet aucune solution de classe {\displaystyle C^{1}} dans un voisinage de l'origine dans {\displaystyle \mathbb {R} ^{p+1}}. L'hypothèse d'analyticité est donc indispensable.
(2) Considérons l'équation de la chaleur ci-dessus avec {\displaystyle \kappa =1,f=0} et la condition initiale
{\displaystyle u\left(0,x\right)={\frac {1}{1-x}}}.
Sophie Kowalevski a montré qu'il existe une unique solution formelle u admettant un développement en série formelle en puissance de x, mais que ce développement diverge pour tout {\displaystyle x\neq 0}. C'est en constatant ce phénomène qu'elle a été amenée à poser la condition {\displaystyle k\leq n_{i}}.